# لوبيا (فلسطين)
لوبيا كانت قرية فلسطينية تبعد مسافة 13 كيلومتراً إلى الغرب- الجنوب الغربي من طبرية على الطريق الواصلة بين طبرية والناصرة. هجٍر أهلها عام 1948 على أيدي الاحتلال الإسرائيلي. بلغ بيوت القرية 405 منزل عام 1931، وعدد سكان القرية 2350 نسمة عام 1945. تقع لوبيا على تل مشرف منه على سهل فسيح في الشرق يقع ضمن منخفض يتخذ اتجاهاً شمالياً غربياً بين تل الجبلة الذي يرتفع 294 م عن سطح البحر والتل الذي تقوم عليه القرية. وتمتد حقول القمح في هذا المنخفض، في حين تنتشر أشجار الزيتون شمالي القرية على السفوح الجبلية. وترتفع القرية 325 م عن سطح البحر.

## الموقع
كانت القرية تقع على قمة تل صخري مستطيل الشكل، يمتد من الشرق إلى الغرب وكانت مبنية على بقايا أثرية يعتقد أنها يونانية. أقرب القرى إليها قرية نمرين في الشمال، ويحدها أيضًا شمالًا حطين، ومن الشرق مدينة طبريا، والمنارة، ومن الجنوب أراضي مستعمرة يفنئيل وكفر سبت، ومن الجنوب الغربي الشجرة، ومن الغرب قرية طرعان.

## الزراعة
تعد لوبيا من حيث مساحتها ومساحة أراضيها الزراعية ثاني أكبر قرى قضاء طبرية. وتبلغ مساحة القرية 200 دونمات ومساحة أراضيها 39.629 دونماً. وتحتل أشجار الزيتون 1.520 دونماً من تلك المساحة، كما تشتهر القرية بقمحها ذائع الصيت في المنطقة، كذلك بزراعة التين والزيتون.
انتشرت مباني القرية على الجانب الشرقي للتل الذي أقيمت عليه وتركز الامتداد العمراني في هذا الاتجاه، وريثما كان السبب في ذلك أن الجانب الشرقي يطل على المنطقة الزراعية. ويفصل الجزء الشرقي من القرية عن جزئها الغربي طريق تمتد لتصلها بطريق طبرية – الناصرة.
بلغ عدد سكان لوبيا 1.712 نسمة في عام 1922، وارتفع إلى 1.850 نسمة في عام 1931. وأما في عام 1945 فقد قدر عدد سكانها بنحو 2.350 نسمة من العرب. وقد تأسست في القرية مدرسة ابتدائية أيام العثمانيين في عام 1895.

## الأثار
وقرية لوبيا ذاتها موقع أثري يحتوي على مدافن منحوتة في الصخر وقطع أحجار كانت تستخدم للبناء. وعلى مسافة كيلومترين إلى الشرق منها بقايا بناء يسمى الخان ويحتوي على بركة مهدومة وآثار بناء بالحجارة الضخمة. وربما كان هذا الموقع محطة للتجار أيام العثمانيين.

## احتلال القرية
قامت العصابات الصهيونية بمهاجمة القرية الوادعة ليل 20 يناير 1948 على يد العصابات الصهونية، بعد سقوط طبريا أواسط أبريل 1948 شعر سكان لوبيا أنهم أصبحوا معزولين فالتفتوا إلى الناصرة لطلب المعونة.
وبعدها شنت القوات الصهيونية عملية ديكل، حيث قصفت القرية قبل دخولها ودمرت بعض المنازل وصادرت البعض الآخر.

## المستعمرات الإسرائيلية على أراضي القرية
في عام 1949 أنشئت مستعمرة لافي في القسم الشمالي الشرقي من أراضي القرية، وقام الصندوق القومي اليهودي بغرس غابة صنوبر في الجهة الغربية من الموقع، أما الأراضي المحيطة بها فيحرثها سكان المستعمرة المجاورة. وقد بنيت مستعمرة أخرى على أراضي لوبية وهي مستعمرة غفعات أفني في قسم الشمالي الشرقي من أراضي القرية.

## اليوم
هجٍر أهلها عام 1948 على أيدي الاحتلال الإسرائيلي. بلغ بيوت القرية 405 منزل عام 1931، وعدد سكان القرية 2350 نسمة عام 1945. ويسكن معظم أهالي لوبيا حاليا في مخيمات الشتات في الدول العربية المجاورة. وقسم كبير من سكانها يسكن في مخيم اليرموك قرب دمشق، سوريا ومخيم عين الحلوة قرب صيدا، لبنان.

## وصلات خارجية
- لوبيا ترحب بكم